# Iwan Andonow
Iwan Andonow (bułg.: Иван Андонов, ur. 3 maja 1934 w Płowdiwie, zm. 29 grudnia 2011 w Sofii) – bułgarski aktor, reżyser i scenarzysta filmowy.
Andonow ukończył Narodową Akademię Sztuk Teatralnych i Filmowych im. „Krystjo Sarafowa” w 1956 roku. Początkowo karierę rozpoczął jako aktor, a w 1963 roku zadebiutował jako reżyser krótkometrażowym filmem Pejzaż. W 1974 roku powstał jego pierwszy film fabularny Trudna lyubov. Za swoją  pracę otrzymał wiele nagród i międzynarodowe uznanie

## Filmografia

### Scenariusz
- 1992: Vampiri, talasami

### Reżyseria
- 1974: Trudna lyubov
- 1976: Samodivsko horo
- 1978: Pokriv
- 1980: Dami kanyat
- 1982: Byala magiya
- 1984: Bronzoviyat klyuch
- 1987: Mechtateli
- 1988: Vchera
- 1989: Adio, Rio
- 1989: Brachni shegi
- 1990: Indianski igri
- 1992: Vampiri, talasami
- 1999: Dunav most